# Costanzo Preve
Costanzo Preve (Valenza, 14 aprile 1943 – Torino, 23 novembre 2013) è stato un filosofo e politologo italiano.
Fra i suoi maggiori riferimenti vi erano Marx e Hegel. Preve ha scritto numerosi volumi e saggi di argomento filosofico e politico, pubblicati in Italia e all'estero.

## Biografia
Il padre lavora come funzionario delle Ferrovie dello Stato mentre la madre, casalinga, proviene da una famiglia ortodossa di origine armena. Viene cresciuto dalla nonna materna in lingua francese, e attraverso di lei inizia a conoscere la cultura e la lingua greca; entrambe queste circostanze avranno un grande rilievo nella vita di Preve. Personalmente non è credente, pur riconoscendo l'importanza del fenomeno religioso. Studia a Torino, dove conseguirà la maturità classica nel 1962; durante i mesi estivi lavora in campagna nel Regno Unito. Dietro pressioni del padre, nel 1962 si iscrive alla facoltà di giurisprudenza dell'Università di Torino.
Verificando il suo disinteresse per gli studi giuridici, nel 1963 decide di passare alla facoltà di Scienze politiche, che però non frequenterà mai; nel giugno 1967 ne conseguirà ugualmente la laurea, discutendo con il professor Alessandro Galante Garrone la tesi Temi delle elezioni politiche italiane del 18 aprile 1948. Sempre nel 1963 vince per concorso una borsa di studio all'Università di Parigi, dove si reca con il proposito di condurre studi filosofici; qui seguirà i corsi su Hegel tenuti da Jean Hyppolite, frequenterà i seminari di Louis Althusser e Jean-Paul Sartre, e sotto la guida di Roger Garaudy e di Gilbert Mury, si avvicinerà a Karl Marx. A Parigi segue soprattutto corsi di filosofia greca classica e di germanistica, e nel 1964 grazie ad una borsa di studio si reca per un semestre invernale alla Freie Universität di Berlino.
Nel 1965 passa dal dipartimento di germanistica a quello di neoellenistica, e vince una borsa di studio per recarsi ad Atene; all'Università di Atene studia greco classico con Panagis Lekatsas e storia contemporanea con Nikos Psyroukhis, che esercitano su di lui un grande ascendente. Qui prepara una tesi di laurea in greco moderno: L'illuminismo greco e le sue tendenze radicali e rivoluzionarie. Etnogenesi della nazione greca moderna fra Settecento e Ottocento. Il problema della discontinuità con la grecità classica e con la grecità bizantina. Poliglotta dagli anni dell'università, e fermo sostenitore della lettura dei testi filosofici nella lingua originale, egli apprenderà inglese, portoghese, francese, tedesco, spagnolo, russo, greco antico e moderno, arabo, ebraico, e latino.
Nel 1967 ritorna a Torino e si sposa l'anno seguente; nello stesso 1968 consegue per concorso l'abilitazione all'insegnamento liceale di lingua e letteratura francese e di storia della filosofia mentre nel 1970 vince il concorso nazionale di ordinariato per l'insegnamento della filosofia e della storia nei licei. Insegnante dal 1967 fino alla pensione del 2002, per due anni (1967-69) insegna francese e inglese, mentre per trentatré anni (1969-2002) è docente di storia e filosofia al V Liceo Scientifico di Torino (oggi Liceo Alessandro Volta). Trascorre gli anni che vanno dal 1967 al 1978 in un'intensa attività politica, aderendo dal 1973 al 1975 al PCI per poi militare in vari gruppi della sinistra extraparlamentare; in questi anni, l'attività filosofica di Preve è incentrata nel tentativo di conciliare esistenzialmente il comunismo, il marxismo e la filosofia.
Nel 1978 Gianfranco La Grassa, Maria Turchetto ed Augusto Illuminati lo invitano a varie collaborazioni; con questi fonderà nel 1982 il CSMS (Centro Studi di Materialismo Storico) di Milano, del quale redigerà inoltre il manifesto programmatico. È qua che, col finanziamento di questo centro, esce il suo primo volume indipendente (cfr. La filosofia imperfetta, Franco Angeli, Milano 1984). Questo testo testimonia la sua adesione di massima alla proposta filosofica dell'Ontologia dell'essere sociale dell'ultimo Lukács, ed anche, in modo indiretto, il suo distacco definitivo dalla scuola di Louis Althusser. Insieme con Franco Volpi, Maria Turchetto, Augusto Illuminati, Fabio Cioffi, Amedeo Vigorelli, ed altri fonda nel 1980 a Milano la rivista di dibattito “Metamorfosi”, che pubblicherà sedici numeri di tipo monografico per tutti gli anni ottanta.
In quasi tutti i fascicoli vi sono suoi contributi, che spaziano da un esame dell'operaismo italiano da Panzieri a Tronti e Negri, all'analisi del marxismo dissidente nei paesi bolscevichi/post bolscevichi, alla discussione sulla filosofia di Lukács, alla critica delle ideologie del progresso storico, all'indagine sullo statuto filosofico della critica marxiana dell'economia politica. Nel 1983 contribuisce ad organizzare, insieme con Emilio Agazzi, un congresso internazionale dedicato al centenario della morte di Marx (Milano, dicembre 1983), e vi svolge una relazione sulle categorie modali di necessità e di possibilità in Marx. Da quest'esperienza nasce una rivista chiamata “Marx 101”, che uscirà nei due decenni successivi in due serie di numeri monografici e di cui Preve sarà membro del comitato di redazione. Per tutti gli anni ottanta collabora al mensile teorico “Democrazia Proletaria”, organo dell'omonimo partito (1976-1991), che poi diverrà insieme con i fuoriusciti dal PCI la seconda componente politica e militante del PRC (Partito della Rifondazione Comunista).
Sarà iscritto a DP soltanto per un breve periodo (1988-1991), facendo parte della direzione nazionale; nella battaglia politica fra i sostenitori di una scelta ecologista (Mario Capanna) e neocomunista, Preve sostiene la seconda con una serie di articoli. Nel 1991, quando le componenti di Democrazia Proletaria e dell'Associazione Culturale Marxista confluiscono nel Partito della Rifondazione Comunista, Preve abbandona la militanza politica diretta. Fra il 1989 ed il 1994, con la pubblicazione di otto volumi consecutivi usciti presso l'editore Vangelista di Milano, Preve affronta il suo “ultimo tentativo personale di coerentizzazione di un paradigma filosofico marxista globale”. A partire dalla seconda metà degli anni novanta si verifica una discontinuità nella sua produzione; Preve opta per l'abbandono di ogni “ismo” di riferimento, uscendo del tutto “dalla cosiddetta Sinistra” e dalle sue procedure di “accoglimento e cooptazione”.
Ritenendo che la globalizzazione nata dall'implosione dell'Unione Sovietica non si lasci più “interrogare” attraverso le categorie di Destra e di Sinistra, ma richieda altre categorie interpretative, Preve diviene inoltre un convinto sostenitore della necessità di superare la dicotomia sinistra-destra. Questa posizione, condivisa da alcuni intellettuali e movimenti internazionali, è stata criticata da molti, tra cui lo scrittore Valerio Evangelisti, che ne ha sottolineato l'ambiguità ideologica.
Autore e saggista molto prolifico, ha dedicato le sue ultime riflessioni a temi come il comunitarismo, la geopolitica, l'universalismo, la questione nazionale, oltre ovviamente ad un'ininterrotta attenzione al rapporto marxismo-filosofia. Muore a Torino il 23 novembre 2013 per un male incurabile; il Consiglio Comunale di Torino lo ha omaggiato sottolineando il ruolo di Preve e l'importante stimolo al dibattito culturale e politico da lui sviluppato, rilevante per la crescita politica collettiva in Italia.

## Pensiero
La sua riflessione può essere distinta in due periodi successivi. Nel primo periodo (1975-1991 circa), ha cercato di opporsi alla deriva post-moderna seguita dalla stragrande maggioranza della sinistra italiana (in particolare dagli intellettuali legati al PCI) con un recupero dei punti alti della tradizione marxista indipendente, del tutto estranea alle incorporazioni burocratiche del marxismo come ideologia di legittimazione di partiti e di stati (soprattutto l'ultimo Lukács, l'ultimo Althusser, Ernst Bloch, Adorno). In un secondo periodo, dopo la fine del socialismo reale (che Preve chiama comunismo storico novecentesco 1917-1991), ed in dissenso con tutti i tentativi di sua continuazione/rifondazione puramente politico-organizzativa, ha invece lavorato su di una generale rifondazione antropologica del comunismo, marcando sempre più la discontinuità teorica e politica con i conglomerati identitari della sinistra italiana (Rifondazione Comunista in primis, ma anche la scuola operaista e Toni Negri in particolar modo).
Durante gli anni novanta i suoi interventi sono apparsi sia su riviste legate alla sinistra alternativa (L'Ernesto, Bandiera Rossa) che su riviste come Indipendenza e Koiné, dove Preve ha sostenuto l'esplicito superamento del dualismo Destra/Sinistra, approdando a posizioni antitetiche a quelle del filosofo Norberto Bobbio (con cui ebbe uno stretto rapporto per più di vent'anni). Nei primi anni del nuovo millennio ha collaborato con la rivista Comunitarismo, prima, e Comunità e Resistenza, poi. È stato fino alla morte redattore del quadrimestrale Comunismo e Comunità. Al di là delle prese di posizione sulla congiuntura politica, tre cardini del pensiero di Costanzo Preve sono l'interpretazione della storia della filosofia, l'analisi filosofica del capitalismo e la proposta politica per un comunismo comunitario universalistico.

### Interpretazione della storia della filosofia
Rileggendo l'intera storia della filosofia soprattutto occidentale, Preve utilizza una deduzione sociale delle categorie del pensiero non riduzionistica, che gli permette di discernere la genesi particolare delle idee dalla loro validità universale. Quello di Preve è un orizzonte aperto universalisticamente alla verità, intesa hegelianamente come processo di autocoscienza storica e sintesi di ontologia e assiologia, dell'esperienza umana nella storia. Nella sua proposta di ontologia dell'essere sociale riconosce razionalmente la natura solidale e comunitaria dell'anima umana e l'autonomia conoscitiva della filosofia, contrastando ogni forma di riduzionismo nichilistico, relativistico o partigianamente ideologico. Preve viene definito «strenuo difensore dello statuto veritativo della filosofia da una parte, e [...] deciso oppositore di ogni fraintendimento relativistico dall’altra».

### Analisi filosofica del capitalismo
Preve intende il capitalismo come totalità economica, politica e culturale da indagare in tutte le sue dimensioni. Propone di suddividerlo filosoficamente e idealisticamente in tre fasi: astratta (XVII-XVIII secolo); dialettica (dal 1789 al 1991) con una protoborghesia illuministica o romantica, una medioborghesia dal 1848 positivistica e poi dal 1914 esistenzialistica, e una tardoborghesia dal 1968 al 1990 sempre più individualistica e libertaria; speculativa (post-borghese e post-proletaria, dal 1991 in poi) in cui il capitale si concretizza come assoluto, espandendosi al di là delle dicotomie precedenti a destra economicamente, al centro politicamente e a sinistra culturalmente.

#### Politicamente corretto
Nell'analisi filosofica del capitalismo, più volte insiste sulla critica al politicamente corretto, dove riprende alcuni dei suoi temi già trattati; il concetto consterebbe dei seguenti punti nella concezione previana (dove è considerato un'arma del capitalismo per attrarre fasce deboli a sé, nonché un'ideologia di fondo dell'occidente imperialista):
- americanismo come collocazione presupposta, anche sotto forma di benevola critica al governo statunitense;
- "religione olocaustica": Preve non aderisce al negazionismo dell'Olocausto e condanna i genocidi, ma considera la shoah un fatto non "unico", utilizzato dal sionismo per legittimare le azioni di Israele tramite il senso di colpa dell'Europa:

- "teologia dei diritti umani", che Preve considera (come altri filosofi marxisti come Slavoj Žižek o Domenico Losurdo, o comunitaristi come Alain de Benoist) solo un grimaldello e un paravento del capitalismo per imporsi ed eliminare, in realtà, i diritti dei popoli e dei lavoratori, attuando il liberismo e l'imperialismo globali;
- antifascismo in assenza completa di fascismo: l'antifascismo, positivo un tempo, è considerato un fenomeno dannoso e a favore del sistema capitalistico, visto che il fascismo (da lui deprecato soprattutto per la colonizzazione imperialistica dell'Africa e la "mascalzonaggine imperdonabile" dell'invasione della Grecia) è stato ormai sconfitto, volto a creare tensioni tra le diverse forze anti-sistema, e a fungere da nuova ideologia della sinistra postcomunista e post-stalinista (dopo il graduale abbandono del marxismo-leninismo avvenuto secondo Preve a partire dal 1956 per gli effetti della destalinizzazione), che diviene così inutile;
- falsa dicotomia Sinistra/Destra come "protesi di manipolazione politologica": derivata dal precedente, questa teoria punterebbe a indebolire le critiche anticapitalistiche, impedendo l'unione tra comunisti, comunitaristi e socialisti nazionalitari contro il capitale. Al contempo, anche per le nette e costanti affermazioni contro i tribalismi, i razzismi e i nazionalismi soprattutto coloniali, è da ritenersi estranea al cosiddetto "rossobrunismo" (un termine coniato all'inizio per descrivere i cosiddetti nazionalboscevichi) di cui fu tacciato dal citato Valerio Evangelisti[6], che a suo dire si configurerebbe come una folle somma dei difetti degli estremismi opposti:

Oggetto di critica è anche il
- femminismo odierno, da differenziarsi da quello del periodo borghese e socialista, è una corrente organica al capitalismo, poiché la guerra fra i sessi che esso alimenta, ostacola la solidarietà fra maschi e femmine e alimenta il processo di atomizzazione individualistica della società.

### Comunismo comunitario
La proposta politica di Costanzo Preve va nella direzione di un comunismo comunitario universalistico, da intendersi come correzione democratica e umanistica del comunismo, dal momento che quello storico novecentesco sarebbe stato reo di non aver messo in comune innanzitutto la verità. Quello tratteggiato da Preve è un sistema sociale che costituisce una sintesi di individui liberati e comunità solidali. Non è inteso come inevitabile sbocco storicistico o positivistico di una storia che si svilupperebbe linearmente, né tuttavia in modo aleatorio in senso althusseriano, bensì aristotelicamente in potenza, a partire dalla resistenza alla dissoluzione comunitaria innescata dall'accumulazione individuale di merci. Qui il problema dell'auspicabile democrazia viene impostato su basi antropologiche, scommettendo sulle potenzialità ontologiche della bontà dell'anima umana, potenzialmente politico-comunitaria (zόon politikόn); razionale e valutativa della giusta misura sociale (zόon lόgon échon) e generica, in senso marxiano (Gattungswesen), cioè in grado di costruire diversi modelli di convivenza sociale, compreso quello in cui l'uomo, affermando la priorità etica e comunitaria per contenere i processi economici altrimenti dispiegantisi in modo illimitato e disumano, può realizzare le sue potenzialità ontologiche immanenti, attualmente alienate. La liberazione dell'individuo avverrebbe quindi a partire dal suo radicamento comunitario in cui agisce collettivamente, pur rimanendo l'individuo stesso l'unità minima di resistenza al potere.

## Attività politica
In gioventù aderì al Partito Comunista Italiano dal 1973 al 1975, ma presto si allontanò (essendo ostile al compromesso storico tra Partito Comunista e Democrazia Cristiana, promosso da Berlinguer e Moro), entrando poi a far parte della Commissione culturale di Lotta Continua. In seguito si iscrisse a Democrazia Proletaria durante la sua ultima fase (1988-1991) Dopo lo scioglimento di DP, e in seguito alla confluenza di quest'ultima nel Partito della Rifondazione Comunista, si è sempre più allontanato dall'attività politica in senso stretto. In seguito manifestò critiche verso l'operaismo e il trotskismo che animavano talvolta queste esperienze della post-sinistra extraparlamentare.
Se dal punto di vista teorico si era già distanziato dalla sinistra italiana a seguito della dissoluzione dell'Unione Sovietica e della svolta della Bolognina (1989), il distacco emotivo definitivo dalla "sinistra" avvenne con il bombardamento NATO in Jugoslavia del marzo 1999 durante la guerra del Kosovo, che ricevette il beneplacito del governo italiano guidato da Massimo D'Alema; Preve ha considerato questo fatto come la fine della legalità costituzionale italiana riferendosi alla violazione dell'articolo 11 della Costituzione italiana e un atto di tradimento verso i valori fondanti della Repubblica Italiana. Sul tema scrisse Il bombardamento etico. Saggio sull'interventismo umanitario, l'embargo terapeutico e la menzogna evidente (2000).
Molto clamore ha suscitato (anche tra le file della sinistra alternativa) la sua adesione ad alcune tesi del Campo Antimperialista, nel 2003, per l'esplicito sostegno fornito alla resistenza irachena. È stato uno dei filosofi di riferimento del comunismo comunitario, nonché animatore della rivista Comunismo e Comunità.

## Opere
- La classe operaia non va in paradiso: dal marxismo occidentale all'operaismo italiano, in Alla ricerca della produzione perduta, Bari, Dedalo, 1982. ISBN 978-88-220-0179-5.
- Cosa possiamo chiedere al marxismo. Sull'identità filosofica del materialismo storico, in Marxismo in mare aperto. Rilevazioni, ipotesi, prospettive, Milano, Angeli, 1983. ISBN 978-88-204-3981-1
- La filosofia imperfetta. Una proposta di ricostruzione del marxismo contemporaneo, Milano, Angeli, 1984.
- La teoria in pezzi. La dissoluzione del paradigma teorico operaista in Italia (1976-1983), Bari, Dedalo, 1984. ISBN 88-220-3805-3.
- La ricostruzione del marxismo fra filosofia e scienza, in La cognizione della crisi. Saggi sul marxismo di Louis Althusser, Milano, Angeli, 1986.
- (FR)  Vers une nouvelle alliance. Actualité et possibilités de développement de l'effort ontologique de Bloch et de Lukàcs, in Ernst Bloch et György Lukács. Un siècle après). 1986, Actes Sud [tradotto in tedesco con il titolo Verdinglichung und Utopie. 1987, Sendler].
- La rivoluzione teorica di Louis Althusser, in Il marxismo di Louis Althusser, Pisa, Vallerini, 1987.
- (EN)  Viewing Lukács from the 1980s. The University of Chicago Press, 1987.
- La passione durevole, Milano, Vangelista, 1989.
- La musa di Clio vestita di rosso, in Trasformazione e persistenza. Saggi sulla storicità del capitalismo, Milano, Angeli, 1990. ISBN 978-88-204-3658-2.
- Il filo di Arianna. Quindici lezioni di filosofia marxista, Milano, Vangelista, 1990.
- Il marxismo ed il problema teorico dell'eguaglianza oggi, in Egalité-inegalité. Atti del Convegno organizzato dall'Istituto italiano per gli studi filosofici e dalla Biblioteca comunale di Cattolica. Cattolica, 13-15 settembre 1989, Urbino, Quattro venti, 1990.
- Il convitato di pietra. Saggio su marxismo e nichilismo, Milano, Vangelista, 1991.
- L'assalto al cielo. Saggio su marxismo e individualismo, Milano, Vangelista, 1992.
- Il pianeta rosso. Saggio su marxismo e universalismo, Milano, Vangelista, 1992.
- Ideologia Italiana. Saggio sulla storia delle idee marxiste in Italia, Milano, Vangelista, 1993.
- (EN)  The dream and the reality. The spiritual crisis of western Marxism, in Marxism and spirituality. An international anthology. Bengin and Gavey, 1993.
- Il tempo della ricerca. Saggio sul moderno, il postmoderno e la fine della storia, Milano, Vangelista, 1993.
- Louis Althusser. La lutte contre le sens commun dans le mouvement communiste "historique" au XX siècle, in Politique et philosophie dans l'œuvre de Louis Althusser). 1993, Presses Universitaires de France.
- L'eguale libertà. Saggio sulla natura umana, Milano, Vangelista, 1994.
- Oltre la gabbia d'acciaio. Saggio su capitalismo e filosofia, con Gianfranco La Grassa, Milano, Vangelista, 1994.
- Il teatro dell'assurdo (cronaca e storia dei recenti avvenimenti italiani). Una critica alla cultura dominante della sinistra nell'attuale scontro tra berlusconismo e progressismo, con Gianfranco La Grassa, Milano, Punto Rosso, 1995.
- Una teoria nuova per una diversa strategia politica. Premesse teoriche alla critica della cultura dominante della sinistra esposta nel Teatro dell'assurdo, con Gianfranco La Grassa, Milano, Punto Rosso, 1995.
- Il marxismo vissuto del Che, in Adys Cupull e Froìlan Gonzales, Càlida presencia. Lettere di Che Guevara a Tita Infante, 1952-1956, Milano, Punto Rosso, 1996.
- Un elogio della filosofia, Milano, Punto Rosso, 1996.
- Quale comunismo?, in Uomini usciti di pianto in ragione. Saggi su Franco Fortini, Roma, Manifestolibri, 1996. ISBN 88-7285-074-6.
- La fine di una teoria. Il collasso del marxismo storico del Novecento, con Gianfranco La Grassa, Milano, UNICOPLI, 1996. ISBN 88-400-0409-2.
- Il comunismo storico novecentesco (1917-1991). Un bilancio storico e teorico, Milano, Punto Rosso, 1997.
- Nichilismo Verità Storia. Un manifesto filosofico della fine del XX secolo, con Massimo Bontempelli, Pistoia, CRT, 1997.
- Gesù. Uomo nella storia, Dio nel pensiero, con Massimo Bontempelli, Pistoia, CRT, 1997.
- Il crepuscolo della profezia comunista. A 150 anni dal “Manifesto”, il futuro oltre la scienza e l'utopia, Pistoia, CRT, 1998. ISBN 88-87296-08-1.
- L'alba del Sessantotto. Una interpretazione filosofica, Pistoia, CRT, 1998. ISBN 88-87296-13-8.
- Marxismo, Filosofia, Verità, Pistoia, CRT, 1998. ISBN 88-87296-14-6.
- Destra e sinistra. La natura inservibile di due categorie tradizionali, Pistoia, CRT, 1998. ISBN 88-87296-24-3.
- La questione nazionale alle soglie del XXI secolo. Note introduttive ad un problema delicato e pieno di pregiudizi, Pistoia, CRT, 1998. ISBN 88-87296-23-5.
- Le stagioni del nichilismo. Un'analisi filosofica ed una prognosi storica, Pistoia, CRT, 1998. ISBN 88-87296-15-4.
- Individui liberati, comunità solidali. Sulla questione della società degli individui, Pistoia, CRT, 1998. ISBN 88-87296-16-2.
- Contro il capitalismo, oltre il comunismo. Riflessioni su di una eredità storica e su un futuro possibile, Pistoia, CRT, 1998.
- La fine dell'Urss. Dalla transizione mancata alla dissoluzione reale, Pistoia, CRT, 1999. ISBN 88-87296-35-9.
- Il ritorno del clero. La questione degli intellettuali oggi, Pistoia, CRT, 1999. ISBN 88-87296-34-0.
- Le avventure dell'ateismo. Religione e materialismo oggi, Pistoia, CRT, 1999. ISBN 88-87296-66-9.
- Un nuovo manifesto filosofico. Prospettive inedite e orizzonti convincenti per il pensiero, con Andrea Cavazzini, Pistoia, CRT, 1999. ISBN 88-87296-33-2.
- Hegel Marx Heidegger. Un percorso nella filosofia contemporanea, Pistoia, CRT, 1999. ISBN 88-87296-68-5.
- Scienza, politica, filosofia. Un'interpretazione filosofica del Novecento, Pistoia, CRT, 1999. ISBN 88-87296-67-7.
- I secoli difficili. Introduzione al pensiero filosofico dell'Ottocento e del Novecento, Pistoia, CRT, 1999. ISBN 88-87296-32-4.
- L'educazione filosofica. Memoria del passato, compito del presente, sfida del futuro, Pistoia, CRT, 2000. ISBN 88-87296-73-1.
- Il bombardamento etico. Saggio sull'interventismo umanitario, l'embargo terapeutico e la menzogna evidente, Pistoia, CRT, 2000. ISBN 88-87296-77-4.
- Marxismo e filosofia. Note, riflessioni e alcune novità, Pistoia, CRT, 2002. ISBN 88-88172-14-9.
- Un secolo di marxismo. Idee e ideologie, Pistoia, CRT, 2003. ISBN 88-88172-29-7.
- Un filosofo controvoglia. Introduzione a Günther Anders, L'uomo è antiquato, 2003, Bollati Boringhieri.
- Le contraddizioni di Norberto Bobbio. Per una critica del bobbianesimo cerimoniale, Pistoia, CRT, 2004. ISBN 88-88172-20-3.
- Marx inattuale. Eredità e prospettiva, Torino, Bollati Boringhieri, 2004. ISBN 88-339-1511-5.
- Verità filosofica e critica sociale. Religione, filosofia, marxismo, Pistoia, CRT, 2004. ISBN 88-88172-22-X.
- Dove va la sinistra?, a cura di Stefano Boninsegni, Roma, Settimo Sigillo, 2004.
- Comunitarismo filosofia politica, Molfetta, Noctua, 2004.
- La filosofia classica tedesca, prefazione a Renato Pallavidini, Dialettica e prassi critica. Dall'idealismo al marxismo, Molfetta, Noctua, 2004.
- L'ideocrazia imperiale americana, Roma, Settimo Sigillo, 2004. ISBN 88-6148-135-3
- Filosofia del presente. Un mondo alla rovescia da interpretare, Roma, Settimo Sigillo, 2004. ISBN 978-88-6148-141-1
- Filosofia e geopolitica, Parma, All'insegna del Veltro, 2005.
- Del buon uso dell'universalismo. Elementi di filosofia politica per il XXI secolo, Roma, Settimo Sigillo, 2005. ISBN 88-6148-142-6
- Dialoghi sul presente. Alienazione, globalizzazione destra/sinistra, atei devoti. Per un pensiero ribelle, con Alain de Benoist e Giuseppe Giaccio, Napoli, Controcorrente, 2005. ISBN 88-89015-58-6.
- Prefazione a Renato Pallavidini, La comunità ritrovata. Rousseau critico della modernità illuminista, Torino, Libreria Stampatori, 2005. ISBN 88-88057-61-7.
- Marx e gli antichi greci, con Luca Grecchi, Pistoia, Petite plaisance, 2005. ISBN 88-7588-088-3.
- Il popolo al potere. Il problema della democrazia nei suoi aspetti storici e filosofici, Casalecchio, Arianna Editrice, 2006. ISBN 88-87307-57-1.
- Verità e relativismo. Religione, scienza, filosofia e politica nell'epoca della globalizzazione, Torino, Alpina, 2006. ISBN 978-88-902470-3-3.
- Elogio del comunitarismo Napoli, Controcorrente, 2006. ISBN 88-89015-50-0.
- Il paradosso De Benoist. Un confronto politico e filosofico, Roma, Settimo Sigillo, 2006. ISBN 978-88-6148-008-7.
- Storia della dialettica, Pistoia, Petite plaisance, 2006. ISBN 88-7588-083-2.
- La democrazia in Grecia. Storia di un'idea, forza di un valore, in Presidiare la democrazia realizzare la Costituzione. Atti del seminario itinerante sulla difesa della Costituzione, 12-13-14 dicembre 2005, Bardonecchia, Susa, Bussoleno, Condove, Borgone Susa, Edizioni Melli-Quaderni Sarà Dura!, 2006.
- Storia critica del marxismo. Dalla nascita di Karl Marx alla dissoluzione del comunismo storico novecentesco, 1818-1991, Napoli, La città del sole, 2007. ISBN 978-88-8292-344-0.
- Postfazione a Luca Grecchi, Il presente della filosofia italiana, Pistoia, Petite plaisance, 2007. ISBN 88-7588-009-3.
- Storia dell'etica, Pistoia, Petite plaisance, 2007. ISBN 88-7588-011-5.
- Hegel antiutilitarista, Roma, Settimo Sigillo, 2007. ISBN 978-88-6148-017-9.
- Storia del materialismo, Pistoia, Petite plaisance, 2007. ISBN 88-7588-015-8.
- Una approssimazione al pensiero di Karl Marx. Tra materialismo e idealismo, Saonara, Il Prato, 2007. ISBN 978-88-89566-76-3.
- Ripensare Marx. Filosofia, Idealismo, Materialismo, Potenza, Ermes, 2007. ISBN 88-87687-61-7.
- Un trotzkismo capitalistico? Ipotesi sociologico-religiosa dei Neocons americani e dei loro seguaci europei, in Neocons. L'ideologia neoconservatrice e le sfide della storia, Rimini, Il Cerchio, 2007. ISBN 88-8474-150-5.
- Alla ricerca della speranza perduta. Un intellettuale di sinistra e un intellettuale di destra "non omologati" dialogano su ideologie e globalizzazione, con Luigi Tedeschi, Roma, Settimo Sigillo, 2008. ISBN 978-88-6148-033-9.
- La quarta guerra mondiale, Parma, All'insegna del Veltro, 2008.
- L'enigma dialettico del Sessantotto quarant'anni dopo, in La rivoluzione dietro di noi. Filosofia e politica prima e dopo il '68, Roma, Manifestolibri, 2008. ISBN 978-88-7285-549-2.
- Il marxismo e la tradizione culturale europea, Pistoia, Petite plaisance, 2009. ISBN 88-7588-024-7.
- Nuovi signori e nuovi sudditi. Ipotesi sulla struttura di classe del capitalismo contemporaneo, con Eugenio Orso, Pistoia, Petite plaisance, 2010. ISBN 88-7588-036-0.
- Logica della storia e comunismo novecentesco. L'effetto di sdoppiamento, con Roberto Sidoli, Pistoia, Petite plaisance, 2010. ISBN 88-7588-038-7.
- Elementi di Politicamente Corretto. Studio preliminare su di un fenomeno ideologico destinato a diventare in futuro sempre più invasivo e importante, Petite Plaisance, 2010.
- Filosofia della verità e della giustizia. Il pensiero di Karel Kosík, con Linda Cesana, Pistoia, Petite plaisance, 2012. ISBN 978-88-7588-062-0.
- Lettera sull'Umanesimo, Pistoia, Petite plaisance, 2012. ISBN 978-88-7588-066-8.
- Una nuova storia alternativa della filosofia. Il cammino ontologico-sociale della filosofia, Pistoia, Petite plaisance, 2013. ISBN 978-88-7588-108-5.
- Lineamenti per una nuova filosofia della storia. La passione dell'anticapitalismo, con Luigi Tedeschi, Saonara, Il Prato, 2013. ISBN 978-88-6336-184-1.
- Dialoghi sull'Europa e sul nuovo ordine mondiale, con Luigi Tedeschi, Saonara, Il Prato, 2015. ISBN 978-88-6336-238-1.
- Collisioni. Dialogo su scienza, religione e filosofia, con Andrea Bulgarelli, Pistoia, Petite plaisance, 2015, ISBN 978-88-7588-153-5.
- Karl Marx. Un'interpretazione, Milano, NovaEuropa, 2018, ISBN 978-88-85242-12-8.

 Collana 'Opere di Costanzo Preve' 
- Il nemico principale, pref. di Carlo Formenti, InSchibboleth, Roma 2021, ISBN 978-88-5529-102-6[29].
- Manifesto filosofico del comunismo comunitario - Elogio del comunitarismo, intr. di Mimmo Porcaro, InSchibboleth, Roma 2022, ISBN 978-88-5529-311-2.
- La scuola di Francoforte, Adorno e lo spirito del Sessantotto, intr. di Stefano Sissa, InSchibboleth, Roma 2023, ISBN 978-88-5529-401-0.